# Макінтош (сорт яблук)
Ма́кінтош рідше: Ме́кінтош (англ. McIntosh, Mac) —зимовий сорт яблуні канадського походження, виявлений 1796 року в провінції Онтаріо на фермі Дандела поблизу сучасного селища Моррісбург. Названий на згадку про свого фермера Джона Макінтоша що відкрив його. Ним була куплена ферма в графстві Дандес (Онтаріо, Канада), на якій під час розчищення саду він виявив 20 саджанців яблуні. Вони були пересаджені на нове місце, але до 1830-х років, незважаючи на догляд, збереглося лише одне дерево. Воно плодоносило до 1906 року. Відтоді прийнято вважати, що сорт Макінтош існує завдяки тій єдиній, що вижила, яблуні. Також існує припущення, що праматір'ю даного сорту є сорт Снігові яблука (також відомий під назвою Феймюс). Макінтош надзвичайно популярний в країнах Північної Америки і в Новій Англії, де з його плодів готують чимало місцевих страв. Крім того, яблука даного сорту включені на північноамериканському континенті в меню дитячих освітніх установ.
Популярний у Північній Америці сорт яблук.

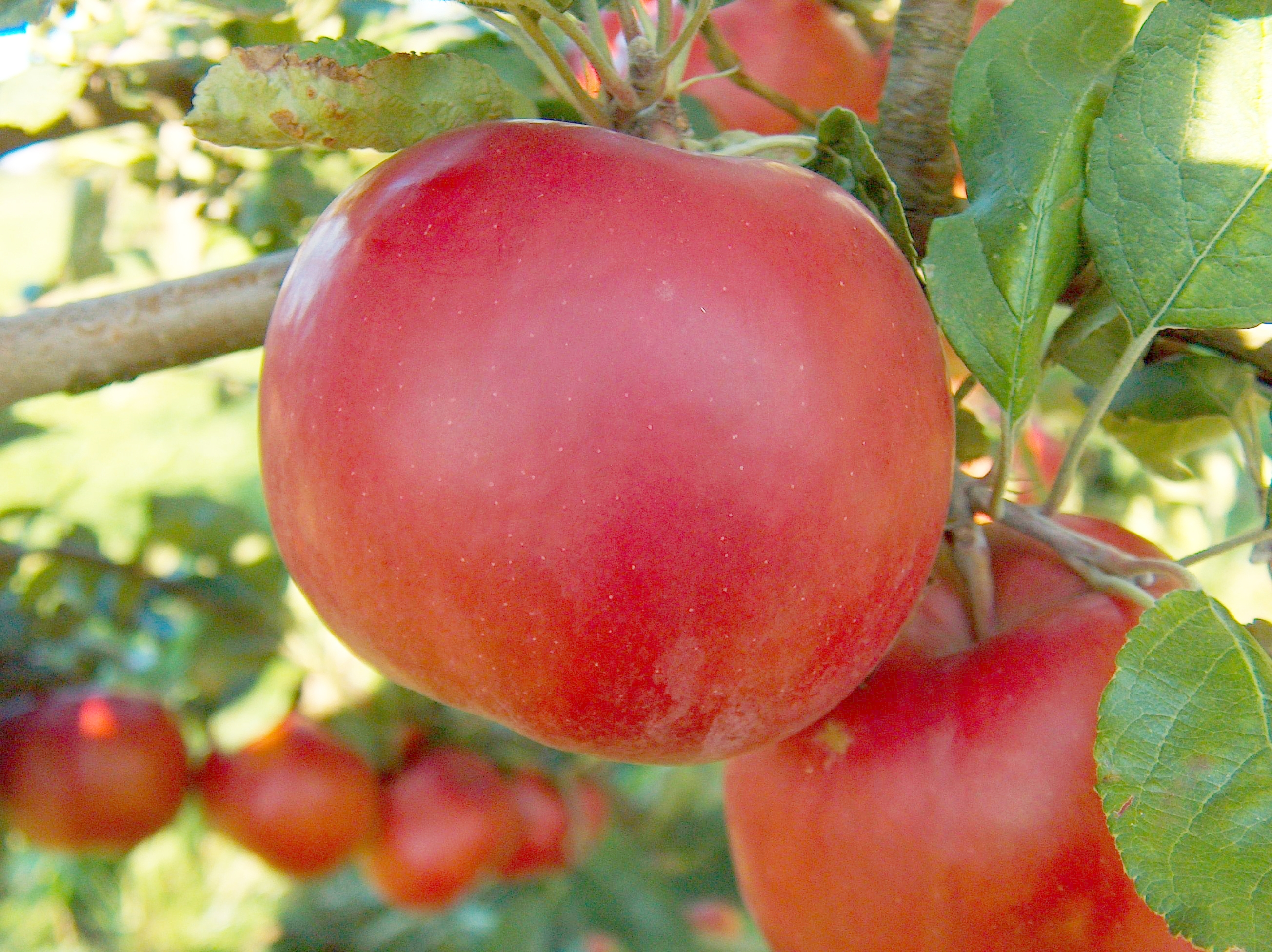
Мекінтош на гілці

До 1910-х років «Мекінтош» широко поширився в Онтаріо, північній частині США та в Британській Колумбії.
Досить розповсюджений сорт в Україні — Київщина, Чернігівщина та інші місцевості. У Росії цей сорт відомий також під назвами «Осіннє краснобоке», «Осіннє чудове», «Хорошовка осіння».
1928 року в результаті гібридизації сортів «Папіровка» і «Макінтош» на Мліївській дослідній станції садівництва імені Л. П. Симиренка був отриманий сорт «Слава переможцям».

## Характеристика сорту
Осінній сорт, яблука темно-червоного кольору, з зеленуватим відтінком поблизу плодоніжки, солодкі, з напів-твердих сортів, соковиті.
Дерева середньорослі, крона широка, розлогою форми, незагущені. Скелетні гілки розходяться в сторони казаноподібні. Плодоношення змішаного типу.
Пагони мають середню товщину. Листя світло-зеленого забарвлення, зі злегка жовтуватим відтінком, за розміром середні, за формою яйцеподібні, широкі, среднеопушенние. Краї листя дуже рівні, з притупленно-зубчастої або городчатой зазубренностью. Поверхня листової пластини відрізняється рівним рельєфом, в її основі чітко помітна виїмка серцеподібної форми. В умовах розплідника пагони мають темно-вишневий забарвлення і слабоізогнутие форму. Бруньки дрібної величини, випуклої форми, віддалені, з округлою вершиною. На однолітки добре видно маленькі чечевички білуватого кольору.
Плоди яблуні Макінтош мають середню або велику величину, маса одного яблука зазвичай дорівнює 150—180 грамам. Основне забарвлення плодів білувато-жовтий або зелений, покривна забарвлення виражена на значній частині яблука у формі великих розмитих смуг темно-фіолетового кольору, що проходять по більш світлого червоному фону. Форма плодів злегка плеската, слабоконіческая у верхній частині і дольчатая в нижній. Шкірочка на яблуках тонка, але досить міцна і еластична, гладка, блискуча, з інтенсивним восковим нальотом сизувато відтінку, легко відділяється від м'якоті. Підшкірні точки великі, світлого забарвлення, чітко виражені, численні. Воронка зазвичай дрібної величини, досить широка, рідко може бути запливати. Плодоніжки тонкі, короткі. Блюдце середнє по ширині і глибині, з гладкими стінками або зі слабко виражені складками. Чашечка вузька, загостреної форми, спрямована догори, утворюється з щільно зімкнутих чашолистків. Насіннєві камери дрібні і широко відкриваються в осьову порожнину, розташовані зазвичай ближче до чашечки. Насіння великого розміру, гострої форми, коричневого забарвлення.
М'якоть білого кольору (рідко зустрічаються червоні прожилки), соковита, дрібнозерниста, середньої щільності, дуже ніжна, відмінного кисло-солодкого смаку (кислинка яскраво виражена), з насиченою цукеркової пряністю і яскравим приємним ароматом. За хімічним складом в плодах міститься: цукру (10,7 %), тітруемих кислоти (0,57 %), P-активні речовини (196 мг / 100 г), аскорбінова кислота (3,8 мг / 100 г), пектинові речовини (10,8 %). Плоди призначені, в першу чергу, для вживання в їжу в свіжому вигляді. Проте, даний сорт яблук часто піддається термічній обробці і заготівлі про запас. Його плоди широко використовуються в кулінарії при виготовленні різної випічки, яблучного соусу, сидру та ін.
Сорт середньої скороплодности. Плодоношення молодих дерев на насіннєвому підщепі починається через 6—7 років. Врожайність, як правило, середня, але щорічна. Однак є дані про отримання в окремі роки з яблунь, які ростуть в саду ВНІІСПК, високих врожаїв — до 390 кг плодів з одного дерева.
Зимостійкість середня. Стійкість до ураження паршею слабка. У несприятливі роки плоди і листя істотно уражаються захворюванням, яблука абсолютно втрачають свій товарний вигляд.
Варто відзначити, що дерева Макінтоша в чистому вигляді зустрічаються в садах набагато рідше, ніж його клон — Макінтош червоний, у якого покривна забарвлення займає всю поверхню яблука. Крім того, в насадження досить часто трапляються яблуні з забарвленням проміжного типу — на затіненій стороні плода чітко видно смугастий рум'янець.
Головними перевагами яблуні є: чудові товарні та смакові характеристики яблук, високий рівень транспортабельності і лежкоспособності плодів.
До основних недоліків відносять: недостатньо високий рівень морозостійкості дерев, висока сприйнятливість плодів і листя до парші.
Макінтош широко використовувався в зарубіжній і вітчизняній селекційній роботі як вихідний сорт: всього отримано понад 60 нових сортів, в тому числі понад 40 за кордоном. З них особливою популярністю користуються такі: Мелба, або Мельба (селекції Оттавської дослідної станції (Канада), отриманий через вільне запилення Макінтоша), Спартан (селекції Саммерландской дослідної станції (Канада), через схрещування Макінтоша з Жовтим Ньютаун), Дивне (виведений на Россошанской дослідної плодово-ягідної станції шляхом схрещування Макінтоша з Ренетом Симиренка), Олімпійське (селекції ВНІІСПК, через вільне запилення Макінтоша), Орлик і Орловське смугасте (селекції ВНІІСПК, обидва отримані при схрещуванні Макінтоша з Бессемянка мічурінською), Слава переможцям (виведений на Млеевской дослідної станції (Україна) шляхом гібридизації Макінтоша з Папіровка). Отриманий в США сорт Прісцилла з імунітетом до парші (ген Vf) також був створений за участю Макінтоша.

## Макінтош у культурі

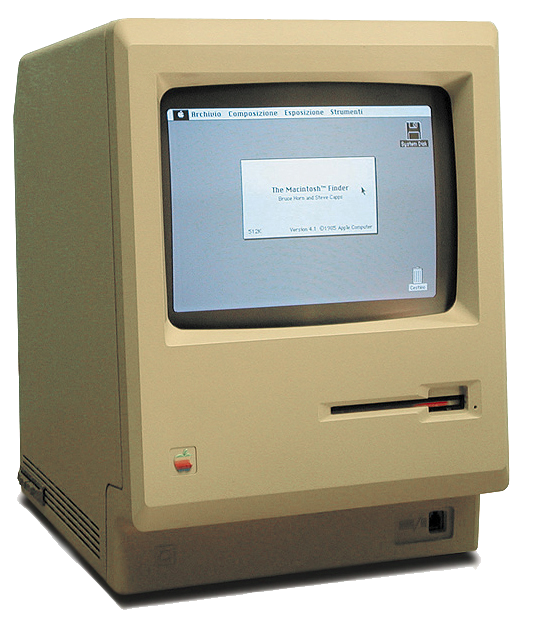
Перший Macintosh (Macintosh 128K)

Стів Джобс із компанії Apple назвав один із своїх перших комп'ютерів на честь цього сорту яблук. На 2014 рік випускаються такі комп'ютери Macintosh:
1. Mac mini;
2. iMac;
3. MacPro;
4. MacBook;
5. MacBook Pro;
6. MacBook Air.